# Ransang
Ransang is een bestuurslaag in het regentschap Pelalawan van de provincie Riau, Indonesië. Ransang telt 665 inwoners (volkstelling 2010).